# Hannu Haarala
Hannu Haarala (Helsinki, 15 augustus 1981) is een Fins voetballer. Na twee seizoenen voor HJK Helsinki te hebben gespeeld stapte hij over naar sc Heerenveen. Hij speelde drie seizoenen voor deze Nederlandse club waarna hij in 2005 terugkeerde naar zijn geboorteland. Eind 2011 stopte hij met voetballen en ging zich richten op zijn studie. Haarala speelde in 2005 twee interlands voor het Fins voetbalelftal.

## Erelijst
HJK Helsinki
- Fins landskampioen

2000
- Suomen Cup

2000